# 果貿社區 (高雄市)
22°40′13″N 120°17′16″E / 22.67028°N 120.28778°E

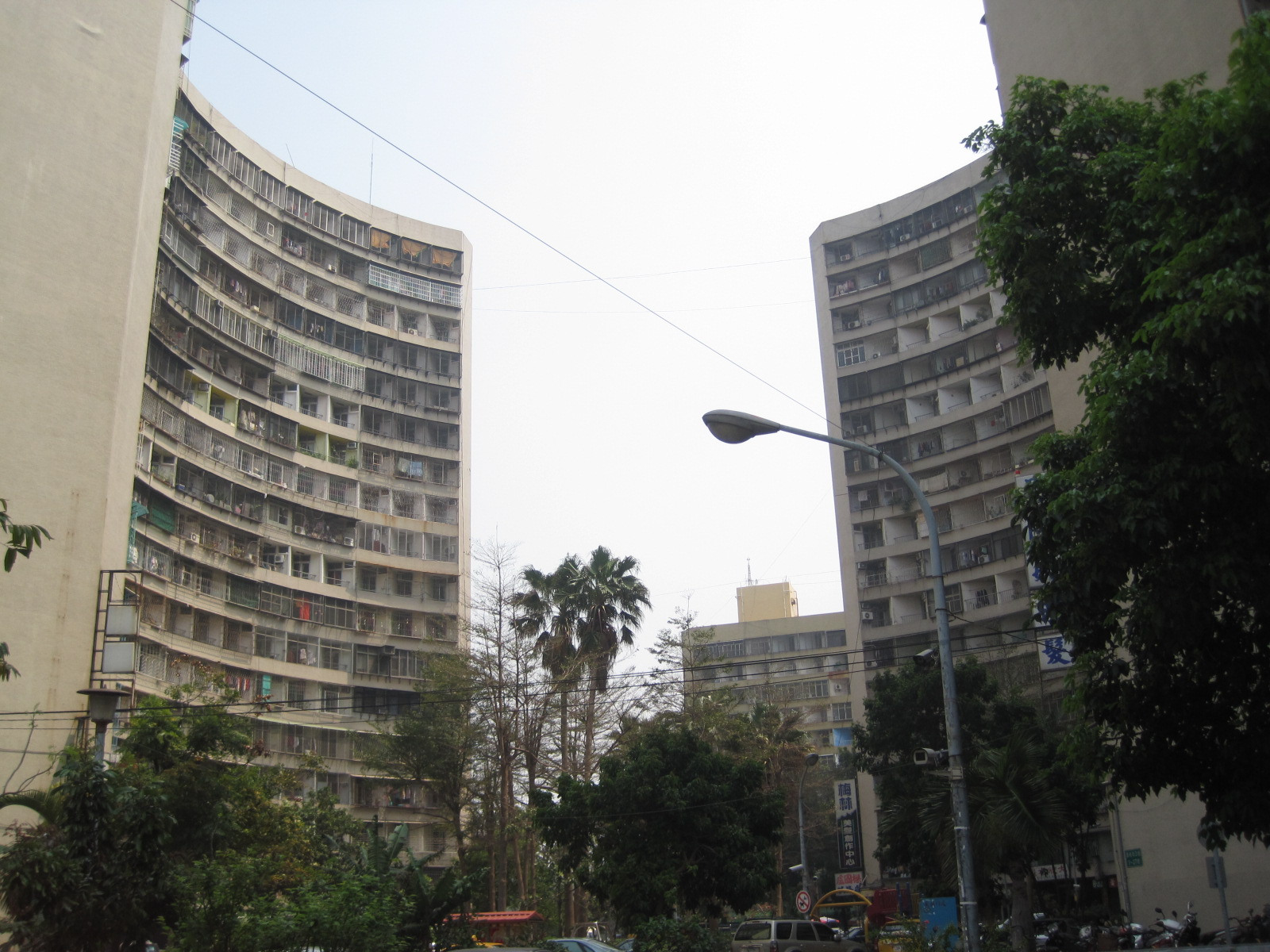
果貿社區一景

果貿社區三里在高雄市左營區的位置（粉紅色部分）。

果貿社區是位在台灣高雄市左營區的一處集合式國民住宅群，又稱碧海新邨(村)。果貿社區由中華民國海軍眷村果貿三里改建而成，共有13棟公寓大樓，行政區劃上分為果貿里、果惠里與果峰里。
果貿社區最大特色是社區第八、九棟兩座半圓弧形建築，兩棟建築相映合成一個同心圓。

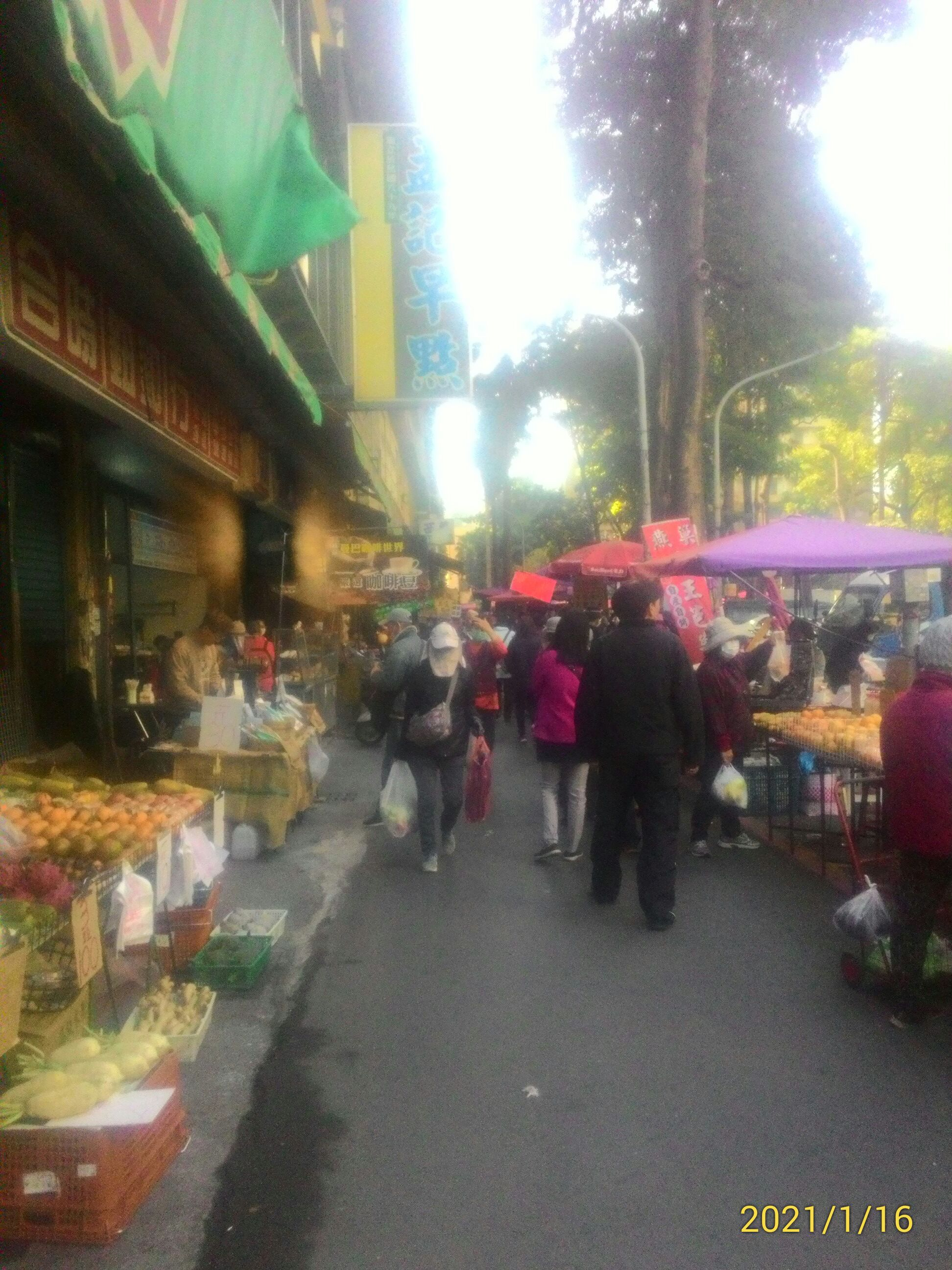
近中午的果貿市集

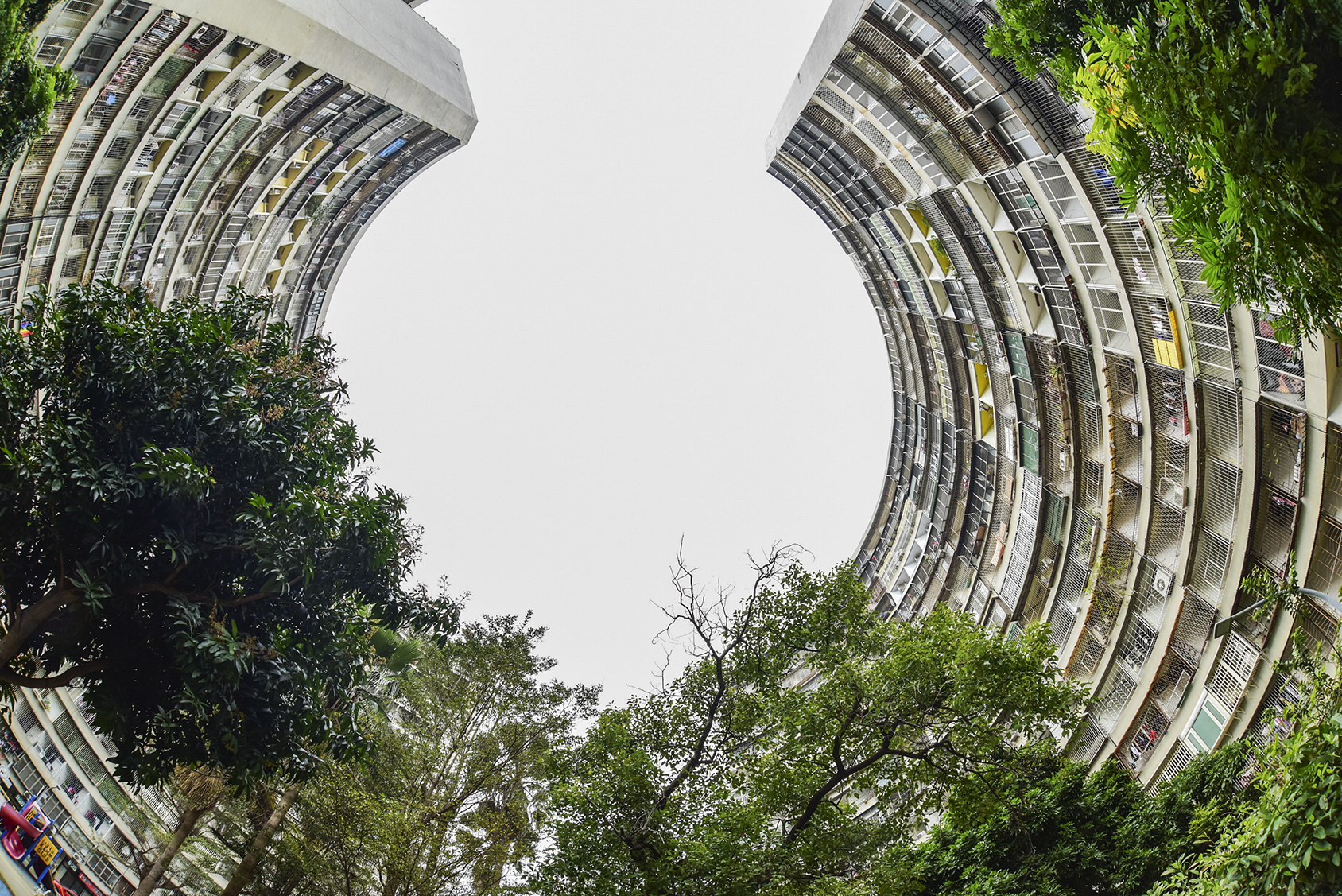
果貿社區的圓形天空

## 歷史
果貿三村是臺灣青果公會所捐建的果貿新村的其中一座，也是海軍早期在左營所設置的25個眷村之一。原眷村於1960年與1963年分兩期興建；並在1965年完工，當時共有約2100戶，是台灣南部最大眷村。
1981年，高雄市政府與海軍總司令部決定合作將果貿三村改建為擁有5000戶的國民住宅，以提供原軍眷及中低收入戶居住，並在1985年完工。建成約2200多戶。

## 出身人物
- 趙豐邦[4]
- 歸亞蕾[4]
- 康弘[4]
- 黃柏維[4]
- 曹蘭